# Torneio de Terborg 2013
O Torneio de Terborg de 2013 foi a 28° edição do torneio de futebol. Este ano foi realizado no mês de maio em Oude IJsselstreek (Guéldria), na Holanda.
A equipe brasileira do Cruzeiro Esporte Clube conquistou o torneio pela quarta vez vencendo a equipe alemã do Bayer Leverkusen.

## Regulamento
Os 8 times estão divididos em dois grupos com 4 cada. Na primeira fase, todos jogam contra todos em seus respectivos grupos, em turno único, e os dois melhores avançam para as semifinais. Todas as partidas duram 25 minutos cada tempo. Em caso de empate no tempo normal nos jogos das semifinais e final, a decisão irá para os pênaltis.

## Equipes participantes
| Equipe           | Títulos até esta edição     |
| ---------------- | --------------------------- |
| Ajax             | 3 (1994, 1999 e 2009)       |
| Atlético Mineiro | 2 (2006 e 2008)             |
| Bayer Leverkusen | 0                           |
| Cruzeiro         | 4 (2000, 2003, 2011 e 2012) |
| FC Porto         | 0                           |
| PSV              | 1 (2007)                    |
| SBV Vitesse      | 2 (1998 e 2001)             |
| VfL Bochum       | 0                           |

## Grupos
Em verde, equipe classificada para semi-final.

### GrupoKaak
Classificação
| Time             | Pts | J | V | E | D | GF | GC | SG |
| ---------------- | --- | - | - | - | - | -- | -- | -- |
| Bayer Leverkusen | 7   | 3 | 2 | 0 | 1 | 4  | 2  | 2  |
| Ajax             | 5   | 3 | 1 | 2 | 0 | 5  | 4  | 1  |
| Atlético Mineiro | 3   | 3 | 1 | 0 | 2 | 5  | 4  | 1  |
| FC Porto         | 1   | 3 | 0 | 1 | 2 | 0  | 4  | -4 |

### Grupovan Egmond
Classificação
| Time        | Pts | J | V | E | D | GF | GC | SG |
| ----------- | --- | - | - | - | - | -- | -- | -- |
| Cruzeiro    | 6   | 3 | 2 | 0 | 1 | 6  | 2  | 4  |
| SBV Vitesse | 6   | 3 | 2 | 0 | 1 | 2  | 3  | -1 |
| PSV         | 4   | 3 | 1 | 2 | 0 | 2  | 1  | 1  |
| VfL Bochum  | 1   | 3 | 0 | 1 | 2 | 0  | 4  | -4 |

### Tabela de Jogos
24 de maio
| Grupo      | Jogo | Resultado                       |
| ---------- | ---- | ------------------------------- |
| van Egmond | 01   | Cruzeiro 3 x 0 Vitesse          |
| Kaak       | 02   | FC Porto 0 x 1 Bayer Leverkusen |
| van Egmond | 03   | PSV 0 x 0 VfL Bochum            |
| Kaak       | 04   | Ajax 3 x 2 Atlético Mineiro     |

25 de maio
| Grupo      | Jogo | Resultado                               |
| ---------- | ---- | --------------------------------------- |
| van Egmond | 05   | Vitesse 1 x 0 VfL Bochum                |
| van Egmond | 06   | PSV 2 x 0 Cruzeiro                      |
| Kaak       | 07   | Bayer Leverkusen 2 x 2 Ajax             |
| Kaak       | 08   | Atlético Mineiro 3 x 0 FC Porto         |
| van Egmond | 09   | VfL Bochum 0 x 3 Cruzeiro               |
| van Egmond | 10   | Vitesse 1 x 0 PSV                       |
| Kaak       | 11   | Atlético Mineiro 0 x 1 Bayer Leverkusen |
| Kaak       | 12   | Ajax 0 x 0 FC Porto                     |

26 de maio
| Motivo           | Jogo | Resultado                         |
| ---------------- | ---- | --------------------------------- |
| Decisão 7º lugar | 13   | FC Porto 3 x 0 VfL Bochum         |
| Semi-final 01    | 14   | Ajax 0 x 2 Cruzeiro               |
| Semi-final 02    | 15   | Bayer Leverkusen 2 x 0 Vitesse    |
| Decisão 5º lugar | 16   | Atlético Mineiro 4 x 2 PSV        |
| Decisão 3º lugar | 17   | Ajax 0 x 0 Vitesse 3 x 5 (penais) |
| Decisão Final    | 18   | Cruzeiro 1 x 0 Bayer Leverkusen   |

## Premiação
| Torneio de Terborg 2013                    |
| ------------------------------------------ |
| Brasil                                     |
| Cruzeiro Esporte Clube Campeão (5º título) |